# Herbert Schohl
Herbert Schohl (* 9. März 1891 in Rodalben; † 18. Februar 1957 in Pirmasens) war ein deutscher Landrat.

## Leben
Schohl wurde als Sohn jüdischer Eltern geboren, sein Vater war der Kaufmann Ludwig Schohl (1860–1935), seine Mutter Barbara oder Babette (1868–1944), geborene Bloch, starb im KZ Theresienstadt. Von seinen Geschwistern fiel der jüngere Bruder Emil (1894–1916) im Ersten Weltkrieg, der Bruder Wilhelm wurde im Holocaust nach Riga verschleppt und dort oder in der Nähe erschossen. Herberts dritter Bruder Richard lebte im Saargebiet und versuchte, über Frankreich auszuwandern, sein weiteres Schicksal ist unbekannt. Die Schwester Pauline (1895–1960) war mit dem Katholiken Hans Liedl verheiratet, einem Regierungsoberinspektor im Landratsamt Pirmasens.
Herbert Schohl diente im Ersten Weltkrieg als Offizieranwärter bei den Ulanen und erhielt mehrere Auszeichnungen, darunter das Eiserne Kreuz und zwei weitere Orden. Im Krieg mit Russland wurde er verwundet und verlor ein Bein. Er kam ins Lazarett nach Landau in der Pfalz, wo er seine aus Kaiserslautern stammende Frau Johanna (1893–1991) kennenlernte, die evangelisch war.
In der Zeit des Nationalsozialismus erlebten Schohl und seine Familie Verfolgung und Einschränkungen im Berufsleben, durch seine sogenannte Mischehe war er selbst jedoch lange nicht von Deportation bedroht. Der NSDAP-Kreisleiter von Pirmasens, Richard Mann, war ein Jugendfreund Schohls gewesen. Er hatte den Kontakt zu Schohl abgebrochen, soll aber dennoch weiter Einfluss genommen haben, um diesen zu schützen. Als die jüdischen Männer der Stadt nach der Reichspogromnacht verhaftet und im Volksgarten festgehalten wurden, geriet auch Schohl in Haft, wurde aber wahrscheinlich im Gegensatz zu den anderen nicht vorübergehend über die französische Grenze vertrieben. Sein Auskommen sicherte er in dieser Zeit durch eine kleine Rente und soweit es möglich war mit Arbeiten für Schuhfabriken.
Nach der Evakuierung von Pirmasens im Herbst 1939 zu Anfang des Zweiten Weltkrieges kam Schohl mit seiner Frau und seinen beiden Töchtern in Nürnberg unter. Nach wenigen Monaten gingen sie zurück in die Pfalz nach Kaiserslautern. Als die Evakuierung nach dem deutschen Sieg über Frankreich 1940 aufgehoben wurde, kehrten Schohl und seine Ehefrau nach Pirmasens zurück, während die Töchter zum Arbeiten in Kaiserslautern blieben. Besuche der Töchter bei ihren Eltern mussten so unauffällig wie möglich stattfinden.
Im Sommer 1942 wurde Herberts Mutter Barbara in ihrem Wohnhaus in der Kaiserstraße von Uniformierten abgeholt und anschließend nach Theresienstadt deportiert. Es kam noch einmal ein Lebenszeichen per Postkarte aus dem Konzentrationslager, nach zwei Jahren erhielt die Familie in Pirmasens die Nachricht von ihrem Tod. Als die Nationalsozialisten kurz vor Kriegsende nicht mehr vor der Deportation in Mischehe lebender Juden zurückschreckten, wurde Herberts Schwester Pauline am 9. März 1945 festgenommen, mit vier anderen Pirmasensern nach Neustadt und von dort in Viehwaggons nach Theresienstadt gebracht. Sie überlebte und schlug sich nach ihrer Befreiung mit mehreren Anderen aus der Tschechoslowakei zurück nach Pirmasens durch.
Herbert Schohl wurde nach dem Kriegsende zunächst Leiter des Amtes für Wiederaufbau und Wirtschaft in Pirmasens. Er traf sich im August 1945 mit Vertretern aus der Industrie, um die Produktion in der stark zerstörten Stadt wieder in Gang zu setzen. Für die Beschaffung nötigen Rohmaterials machte er sich für Importe über die Grenze stark und bat bei der französischen Militärregierung der Pfalz um Hilfe. Am 1. September wurde er zum Landrat des Kreises Pirmasens berufen. Er setzte sich für die Versöhnung sowohl mit Frankreich als auch innerhalb seiner Heimat ein. Er billigte auch Rückkehranträge einschlägiger Nationalsozialisten, die beim Einzug amerikanischer Truppen in Pirmasens zunächst ihre Wohnungen hatten räumen müssen.
Nach drei Jahren als Landrat wechselte Schohl 1948 als Oberregierungsrat an die Bezirksregierung in Neustadt. Im Jahr 1950 gab er die Tätigkeit aus gesundheitlichen Gründen auf.